# Mariner 2
La Mariner 2 è una sonda spaziale della NASA lanciata il 27 agosto 1962 verso Venere.
È una delle due Mariner non dirette verso Marte, è la prima sonda ad essersi avvicinata con successo a Venere nel dicembre 1962: ha raccolto informazioni che hanno confermato che Venere è un pianeta molto caldo (430 gradi Celsius, ora rivisti a 480), con un'atmosfera coperta di nubi composta per lo più di anidride carbonica.

## Storia
Fu la prima missione di successo del Programma Mariner. Era una versione semplificata del veicolo spaziale Block I del Programma Ranger e una copia esatta della Mariner 1. Le missioni Mariner 1 e 2 sono chiamate anche missioni Mariner R. La Mariner 2 passò a 35.000 km da Venere il 14 dicembre 1962 diventando la prima sonda spaziale a condurre con successo un sorvolo ravvicinato di un pianeta.
La Mariner 2 consisteva in un modulo di trasporto esagonale con un diametro di 1 metro, sul quale erano collocati i pannelli solari, i supporti per la strumentazione e le antenne. A causa delle dense nubi che rendono monotono l'aspetto del pianeta non venne inclusa nessuna fotocamera. Più tardi la Mariner 10 scoprirà che estesi dettagli delle nubi sono visibili nella luce ultravioletta.
La missione primaria era ricevere le comunicazioni dalla sonda nelle vicinanze di Venere e realizzare una misurazione radiometrica della temperatura del pianeta. Un secondo obiettivo era la misurazione del campo magnetico interplanetario.

Dopo il fallimento del 22 luglio 1962, nel quale la Mariner 1 venne distrutta nella fase di lancio, la Mariner 2 venne lanciata con successo il 27 agosto, intraprendendo un viaggio di 3 mesi e mezzo verso Venere. Durante il tragitto misurò il vento solare, confermando le misurazioni effettuate dalla sonda Luna 1 nel 1959. Misurò anche la polvere interplanetaria, che si scoprì essere più scarsa del previsto, e rilevò particelle cariche ad alta energia provenienti dal Sole, inclusi alcuni brevi brillamenti solari, e anche dei raggi cosmici provenienti dall'esterno del Sistema Solare. Quando raggiunse Venere, il 14 dicembre 1962, la Mariner 2 scansionò il pianeta con i suoi due radiometri rilevando che Venere ha nubi fredde e una superficie estremamente calda.
La sonda è ora inattiva su un'orbita eliocentrica.

## Descrizione dettagliata
La sonda Mariner 2 fu la seconda di una serie di sonde che vennero utilizzate per l'esplorazione planetaria sotto forma di flyby e la prima sonda ad avvicinarsi con successo ad un altro pianeta.

### La sonda e i sottosistemi
La Mariner 2 consisteva in una base esagonale lunga 1,04 metri e spessa 0,36 metri contenente sei telai in magnesio che ospitavano l'elettronica per gli esperimenti scientifici, le comunicazioni, la codifica dei dati, l'elaborazione, la misurazione del tempo, i controlli dell'altitudine e della potenza, le batterie, i carica-batterie e il motore del razzo.
Sulla cima della base c'era un alto supporto a forma di piramide sul quale erano montati gli esperimenti scientifici che portavano la totale altezza della sonda a 3,66 metri. Attaccate ad entrambi i lati della base c'erano dei pannelli solari rettangolari con una lunghezza totale di 5,05 m e una larghezza di 0,76 metri. Attaccato con un braccio su un lato della base c'era una larga antenna parabolica direzionale che si estendeva sotto la sonda.
Il sistema di alimentazione della Mariner 2 consisteva in due celle fotovoltaiche, una di 183x76 cm e un'altra di 152x76 cm, con un'estensione in dacron di 32 cm (una vela solare) per bilanciare la pressione solare sui pannelli. Le celle alimentavano il veicolo direttamente o ricaricando una batteria argento-zinco da 1000 W/h, che veniva utilizzata prima dello dispiegamento dei pannelli solari, quando questi non erano illuminati dal Sole, e quando i carichi erano pesanti.
Le comunicazioni venivano effettuate grazie ad una trasmittente da 3 Watt capace di continue azioni di telemetria, la grande antenna parabolica direzionale ad alto guadagno, un'antenna cilindrica omnidirezionale posta sulla cima del supporto per gli strumenti e due antenne di controllo, una sulla fine di ogni pannello solare, che ricevevano istruzioni per le manovre e altre funzioni.
La propulsione per le manovre di successive al lancio era fornita da un retro razzo a monopropellente (idrazina anidra) da 225 N. La combustione dell'idrazina veniva innescata usando perossido di azoto e ossido di alluminio, mentre la direzione della spinta era controllata da quattro ugelli situati sotto la camera del propulsore. Il controllo dell'assetto con un errore di puntamento di un grado veniva mantenuto da un sistema di ugelli che utilizzavano azoto. Il Sole e la Terra venivano usati come riferimento per la stabilizzazione dell'assetto.
Il controllo complessivo e quello del tempo venivano gestiti da un computer centrale digitale e da un sequencer. Il controllo termico veniva ottenuto tramite l'utilizzo di superfici riflettenti e assorbenti passive, scudi termici e aperture mobili.
A bordo c'erano i seguenti strumenti scientifici:
- Un radiometro a microonde per determinare la temperatura assoluta della superficie di Venere e i dettagli sulla sua atmosfera. Le misurazioni vennero effettuate simultaneamente in due bande di frequenza: 13,5 e 19 mm.
- Un radiometro infrarosso a due canali per misurare la temperatura effettiva di piccole aree di Venere. La radiazione che venne ricevuta poteva essere originata dalla superficie del pianeta, dalle nubi, dall'atmosfera stessa o da una combinazione di questi fattori. La radiazione venne ricevuta in due gamme spettrali: da 8 a 9 µ (focalizzata su 8,4 µ) e da 10 a 10,8 µ (focalizzata su 10,4 µ).
- Un magnetometro per misurare il campo magnetico planetario ed interplanetario. Tre sonde vennero incorporate nei suoi sensori così esso poté ottenere tre componenti reciprocamente ortogonali del campo magnetico. Le letture di queste componenti erano separate da 1,9 secondi. Aveva tre uscite analogiche, ciascuna delle quali aveva due scale di sensibilità: ± 64 e ± 320 γ (1 γ = 10−5 gauss. Queste scale venivano automaticamente selezionate dallo strumento. Il magnetometro misurò effettivamente solo il campo interplanetario.[4]
- Una camera a ionizzazione accoppiata a dei tubi Geiger-Müller (noti anche come un rilevatore di raggi cosmici) per misurare la radiazione cosmica ad alta energia.
- Un rilevatore di particelle per misurare la radiazione più bassa (specialmente vicino Venere).
- Un rilevatore di polvere interplanetaria per misurare il flusso di particelle di polvere cosmica presente nello spazio.
- Uno spettrometro per il plasma solare per misurare lo spettro di particelle a bassa energia cariche positivamente provenienti dal Sole, per esempio il vento solare.

Tutti gli strumenti rimasero operativi durante tutto il volo, a parte i radiometri, che vennero utilizzati solo nelle immediate vicinanze di Venere.

### Obiettivi
Gli obiettivi della Mariner 2 includevano sia obiettivi ingegneristici che scientifici. Gli obiettivi ingegneristici erano:
- Valutare il sistema di controllo dell'assetto.
- Valutare il sistema di controllo ambientale.
- Valutare il sistema dell'alimentazione.
- Valutare il sistema di comunicazioni.

Gli obiettivi scientifici erano:
- Esperimenti radiometrici.
- Esperimenti sull'infrarosso.
- Esperimenti sui campi magnetici.
- Esperimenti sulle particelle cariche.
- Esperimenti sul plasma.
- Esperimenti sulle micrometeoriti.

### La missione

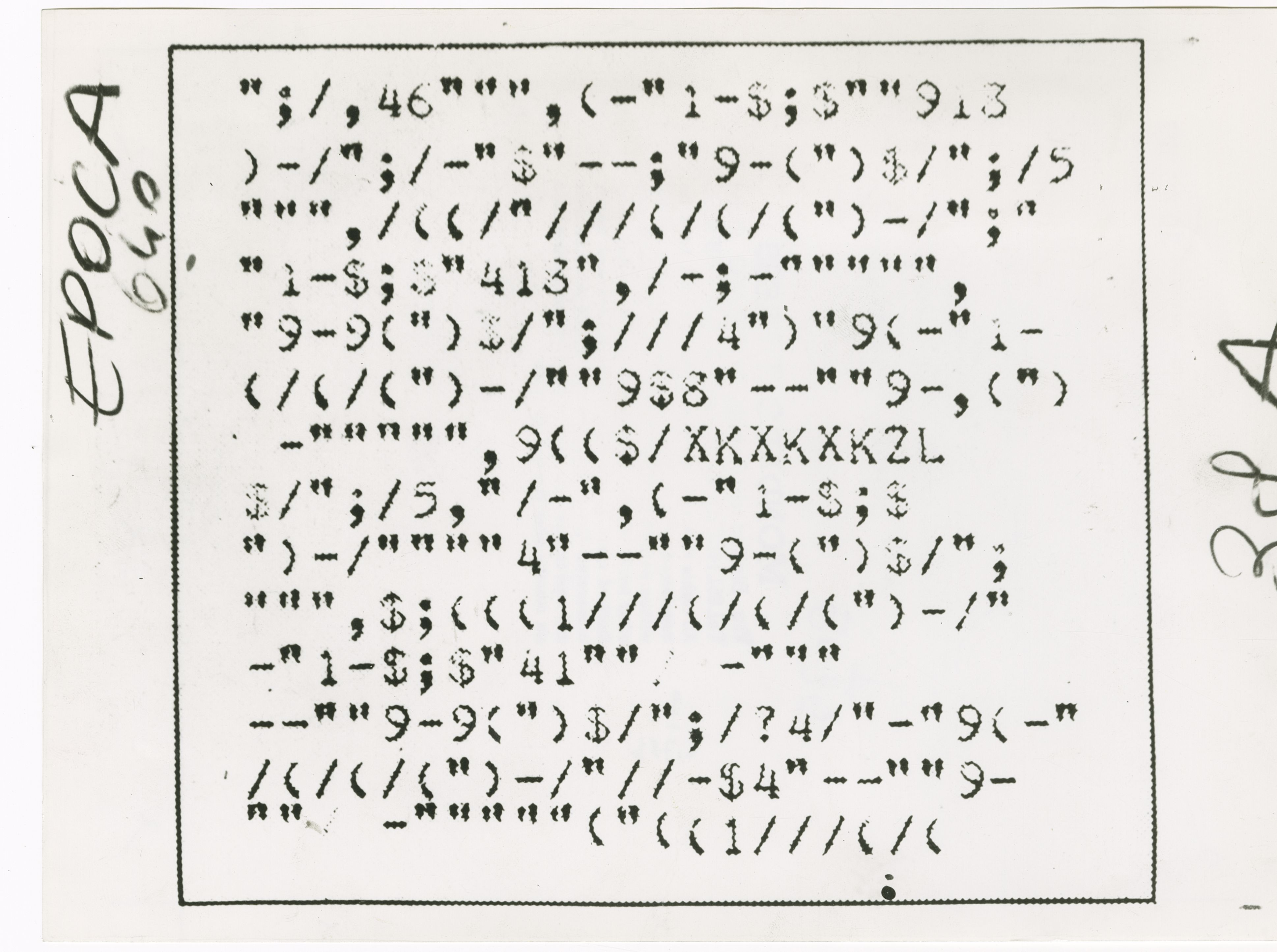
Messaggio in codice dalla sonda spaziale Mariner II

La Mariner 2 venne lanciata dalla base di lancio Cape Canaveral Air Force Station alle 06:53:14 TU del 27 agosto 1962.
Dopo il lancio e la conclusione del primo stadio Agena, il complesso Agena-Mariner si trovava in un'orbita di parcheggio a 118 km sopra la Terra. In seguito venne attivato anche il secondo stadio, al completamento del quale il razzo venne separato dalla sonda che venne inviata in una traiettoria iperbolica di fuga 26 minuti e 3 secondi dopo il decollo. Il dispiegamento dei pannelli solari venne completato 44 minuti dopo il lancio. Il 29 agosto vennero effettuati degli esperimenti scientifici. L'8 settembre alle 17:50 TU la sonda perse improvvisamente il controllo dell'assetto che venne riabilitato grazie ai giroscopi tre minuti più tardi. La causa rimane sconosciuta ma potrebbe essere dovuta alla collisione con un piccolo oggetto. Il 31 ottobre un pannello solare si deteriorò bruscamente e gli strumenti scientifici vennero spenti. Una settimana dopo il pannello riprese le sue normali funzioni e gli strumenti vennero riattivati. Il pannello si guastò permanentemente il 15 novembre, ma la Mariner 2 era abbastanza vicina al Sole da poter ricevere comunque una potenza adeguata. Il 14 dicembre vennero accesi i radiometri e la sonda si avvicinò a Venere da 30 gradi sopra il lato buio del pianeta e ci passò sopra alla distanza minima di 34.773 km alle 19:59:28 TU. Dopo l'incontro venne riesumata la modalità crociera. La sonda raggiunse il perielio il 27 dicembre a una distanza di 105.464.560 km. L'ultima trasmissione venne ricevuta il 3 gennaio 1963 alle 7:00 TU, rendendo il tempo totale della missione Mariner 2 pari a 129 giorni.
La sonda rimane in un'orbita eliocentrica.

### Osservazioni scientifiche
Il radiometro a microonde fece tre scansioni di Venere in 35 minuti il 14 dicembre 1962 iniziando alle 18:59 GMT. La prima scansione venne effettuata sul lato notturno, la seconda vicino al terminatore, la terza nella luce diurna. Le scansioni con la banda a 19 mm rivelarono una temperatura di 460 ± 69 K sul lato buio, 570 ± 85 K vicino al terminatore e 400 ± 60 K sul lato illuminato. Si concluse che non c'erano significative differenze di temperatura su Venere. Tuttavia, i risultati suggerirono un oscuramento al bordo, un effetto che presenta temperature più fredde vicino al bordo del disco planetario. Ciò supportava anche la teoria che la superficie di Venere fosse estremamente calda o che l'atmosfera fosse opaca.
L'oscuramento al bordo era pure presente nelle misure di entrambi i canali del radiometro infrarosso. L'effetto era presente in modo debole nel canale a 10,4 µ, ma era più pronunciato nel canale a 8,4 µ. Quest'ultimo canale presentava anche un lieve effetto fase, che indicava che se esisteva un effetto serra il calore veniva trasportato in un modo efficiente dal lato diurno a quello notturno del pianeta.
Il magnetometro poteva rilevare cambiamenti di circa 4 γ su ciascun asse, ma non venne rilevato nessun orientamento sopra i 10 γ né fluttuazioni come quelle che appaiono alla terminazione della magnetosfera terrestre. Ciò significa che la Mariner 2 non rilevò alcun campo magnetico attorno a Venere.
Venne anche rilevato che nello spazio interplanetario il vento solare scorre in modo continuo
e che la densità della polvere cosmica era più bassa rispetto alle regioni nei pressi della Terra.
Vennero effettuati anche miglioramenti nella stima della massa di Venere e nel valore dell'unità astronomica. I ricercatori suggerirono pure che Venere dovesse ruotare molto lentamente e nel verso opposto rispetto a quello della Terra.